# ANIAMAN 21/Brouillon/Awa Guèye Kébé
Awa Guèye Kébé est une femme politique sénégalaise ayant occupée plusieurs postes ministériels .